# Restaurante de Montes Claros

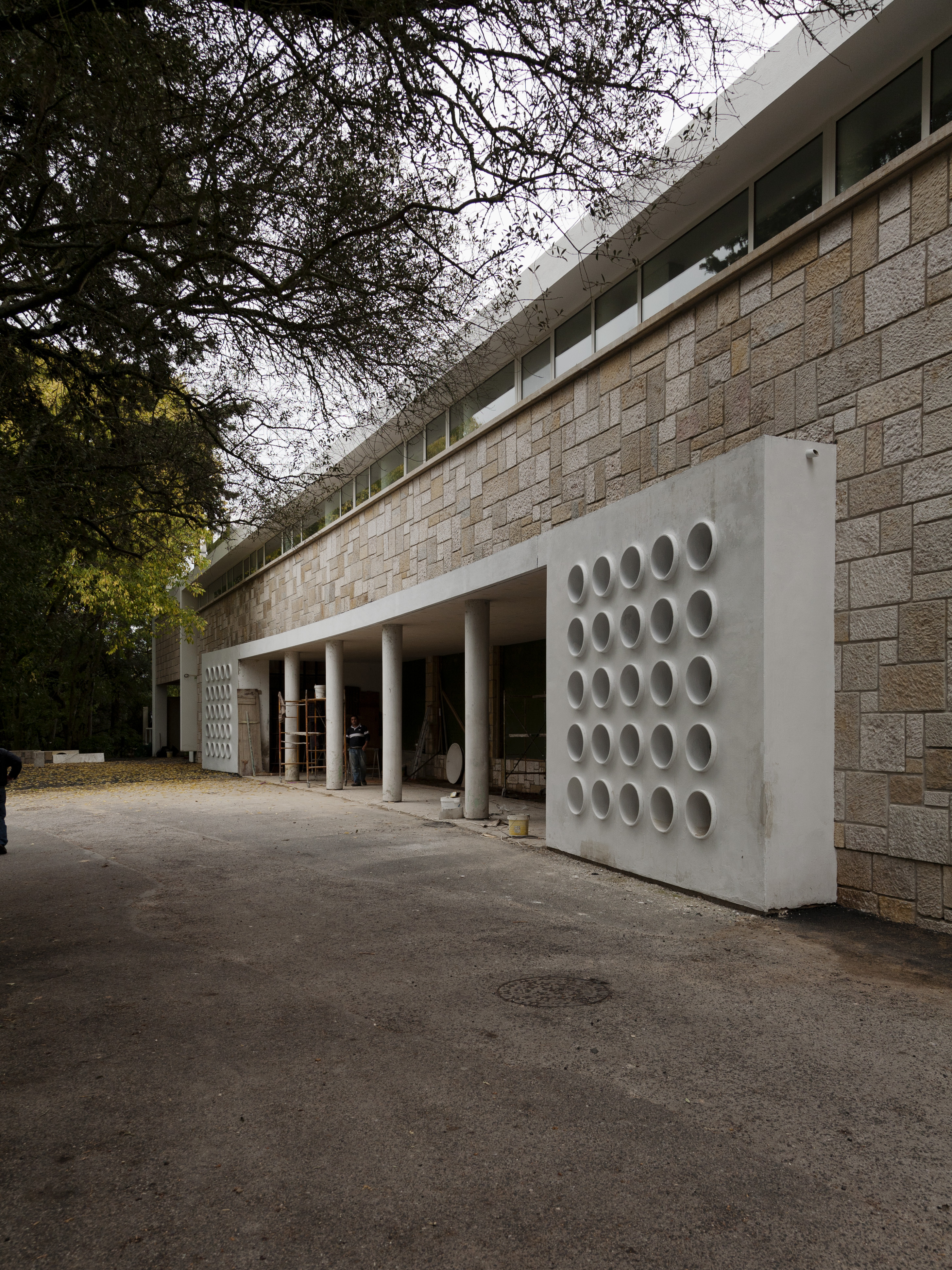
Eingangsbereich des Restaurants

Das Restaurante de Montes Claros ist ein Ausflugslokal in der portugiesischen Hauptstadt Lissabon.

## Geschichte
Das Restaurant wurde ursprünglich als Teehaus am Miradouro de Montes Claros in den Hügeln der Parkanlage Monsanto errichtet und 1949 zu einem Restaurant umgebaut. Architekt war Francisco Keil do Amaral unter Mitarbeit der Architekten Alberto José Pessoa und Hernâni Gandra. Die Fliesenpaneele an der Stirnseite des zentralen Speisesaals im ersten Stock wurden von der Malerin Maria Keil geschaffen.
Das zweistöckige Gebäude umfasst eine Gesamtfläche von 1300 m². Vorgelagert ist eine Terrasse mit 278 m². Es ist in das Inventário Municipal de Património aufgenommen.